# 修則
修 則（しゅう そく、? - 268年）は、中国三国時代の呉の武将。「脩則」とも呼ばれる。

## 生涯
修則は交州・広州を渡り歩き、呉の将軍に仕えて官職は交州刺史まで至ったという。
宝鼎3年（268年）、修則は前部督に任命され、交州刺史劉俊・荊州刺史顧容らと共に交阯で暴れている反乱軍を討伐しに行き、交阯郡の都城で西晋の交阯太守楊稷と連続して3度にわたって戦ったが打ち負かされ、鬱林・九真の両郡も呉から離反して西晋に属する事となった。その後、楊稷は牙門将の毛炅・董元に顧容軍の駐屯している合浦郡を攻めさせ、両軍は合浦にある古城で交戦し、呉軍は大敗して修則は劉俊と共に戦死した。

## 子孫
- 修允 - 修則の子。呉の合浦太守・桂林太守を歴任。
- 修湛 - 修則の子。梁碩の元で交州刺史を代行。東晋政府から派遣された王諒に斬られた。